# 에밀리오 델 게르시오
에밀리오 델 게르시오(스페인어: Emilio del Geurcio, 1950년 4월 12일 ~ 현재)는 아르헨티나의 음악가, 작곡가이자 기타리스트이다. 1967년부터 1970년, 1979년부터 1981년까지 알멘드라에서 활동하였으며, 1971년부터 1977년까지 아케라레에서 활동하였다. 아르헨티나 롤링 스톤 잡지에서 뽑은 아르헨티나 록 음반 100개를 선정하였을 때, 《Almendra I》, 《Almendra II》, 《Aquelarre.1》까지 총 세 개의 음반에 참여하였다.